# Faidherbe (trein)
De Faidherbe was een Franse binnenlandse TEE-trein voor de verbinding Parijs - Tourcoing. De Faidherbe is vernoemd naar Louis Faidherbe, de uit Rijsel afkomstige artillerieofficier en latere gouverneur van Senegal.

## SNCF
Een jaar voor het TEE-net van start ging nam de SNCF drie sneltreinen, een ochtend-, een middag- en een avondtrein op het traject Parijs - Tourcoing in de dienstregeling op. Deze trains d'affaires werden verzorgd door de binnenlandse versie van de RGP 825, de RGP 600 treinstellen. In 1959 werd overgeschakeld op een trein met getrokken rijtuigen van het type DEV. Toen in 1965 werd toegestaan om ook binnenlandse treinen als TEE aan te merken, is dit niet toegepast op de trains d'affaires naar het noorden. De opwaardering tot TEE volgde pas in 1978.

## Trans Europ Express
De Faidherbe werd op 1 oktober 1978, samen met de TEE Gayant en de TEE Watteau, in het TEE-net opgenomen. Het trio kreeg de treinnummers TEE 34 tot en met TEE 39. De even nummers reden van noord naar zuid, de oneven nummers van zuid naar noord. Als ochtendtrein kreeg de Faidherbe de nummers TEE 34 en TEE 35. De trein reed niet op zaterdag, niet op zon- en feestdagen en niet in de zomervakantie. Op 28 september 1990 reed TEE 35 voor het laatst en op 31 mei 1991 viel ook het doek voor TEE 34.

### Rollend materieel
De treindienst werd uitgevoerd met elektrische- en dieseltractie en getrokken rijtuigen.

#### Tractie
Als locomotieven zijn de Franse locomotieven BB 16000 ingezet tussen Parijs en Rijsel. Ten noorden van Rijsel werden verschillende types diesellocomotieven ingezet.

#### Rijtuigen
Als rijtuigen werden Franse Inox-rijtuigen van de types DEV, PBA (Parijs Brussel Amsterdam), en Mistral 69 ingezet.

### Route en dienstregeling
Alleen richting Parijs werd gestopt in Arras. Op 30 september 1984 werd nog een extra stop in Croix-Wasquehal toegevoegd.
| TEE 34 | land      | station      | km  | TEE 35 |
| ------ | --------- | ------------ | --- | ------ |
|        | Frankrijk | Tourcoing    | 0   |        |
|        | Frankrijk | Roubaix      |     |        |
| 07:01  | Frankrijk | Rijsel       |     | 09:26  |
| 07:21  | Frankrijk | Dowaai       |     | 09:06  |
|        | Frankrijk | Arras        |     | ↑      |
| 09:01  | Frankrijk | Parijs Noord | 263 | 07:30  |